# إليانور هيلين
اليانور إف. هيلين (بالإنجليزية: Eleanor Francis Helin) (و. 1932 – 2009 م) هي عالمة فلك، من الولايات المتحدة، توفيت عن عمر يناهز 77 عاماً.

## التعليم
تعلمت في كلية اوكسيدنتال.

## مناصب وهيئات
أدارت مختبر الدفع النفاث، ومرصد بالومار.

## جوائز
حصلت على جوائز منها:
- المرأة في التكنولوجيا الدولية.